# Atomvinter
En atomvinter, även kallat kärnvapenvinter eller nukleär vinter, är den hypotetiska köldperiod som skulle kunna drabba jorden efter ett kärnvapenkrig i större skala. Diskussionen var vanlig i början av 1980-talet.
Hypotesens kärna är att partiklar i atmosfären hindrar solstrålningen att nå jorden vilket leder till katastrofala klimatiska följder när temperaturen sjunker flera tiotals grader. Kylan leder till massdöd av växter och djur. Hur kall och lång perioden kan bli beror mycket på intensiteten av kärnvapenkriget.
Den direkta sprängverkan i kärnvapnen skulle inte själv orsaka atomvinter. Däremot skulle efterföljande effekter göra det. Stoft som tillförs atmosfären av explosionerna och efterföljande bränder skulle fånga upp solinstrålning, värmas upp av den och stråla tillbaka en stor andel av energin innan den nått markytan. På detta sätt skulle mindre energi tillföras jorden, med nedkylning som följd. 
Dessutom menas att ozonlagret skulle tunnas ut av koldioxid som skapas av bränderna slungas upp i stratosfären. Uttunningen skulle öka den inkommande UV-strålningen från solen efter att stoftmolnen skingrats.
Världen har upplevt allvarliga klimatiska störningar till följd av stoft från vulkanutbrott, till exempel året utan sommar som 1816 kallas på Norra halvklotet, efter att vulkanen Tambora haft ett stort utbrott. En av teorierna till dinosauriernas utdöende är en motsvarighet till atomvinter efter ett stort meteornedfall som drev upp stoft och startade bränder i Sydamerika vars rök hindrade solstrålning.

## Media
- On the 8th Day: Dokumentär från 1984 från BBC som diskuterar hypotesen.

- The Cold and the Dark: The World after Nuclear War: Bok från 1984 med Carl Sagan, som medverkade i den för hypotesen inflytelserika TTAPS-studien 1983,[4] som medförfattare.
- Threads: Ett dokudrama från 1984 som var den första filmen av sitt slag som visade upp atomvinter.
- A Path Where No Man Thought: Nuclear Winter and the End of the Arms Race: En bok från 1990 av Richard P. Turco och Carl Sagan som förklarar atomvinterhypotesen och förespråkar kärnvapennedrustning.